# Jefferson Pérez
Jefferson Leonardo Pérez Quezada (Cuenca, 1 de julho de 1974) é um ex-atleta equatoriano especializado na marcha atlética, campeão olímpico, tricampeão mundial, tricampeão panamericano e ex-recordista mundial da marcha de 20 km. Foi o primeiro equatoriano a ter conquistado uma medalha olímpica e é o maior esportista da história do seu país, eleito em 1999 como o Atleta do Século XX do Equador.

## Carreira
Peréz começou a praticar a marcha ao 12 anos em sua cidade natal, localizada a 2 600 m acima do nível do mar nas montanhas equatorianas, inspirado pelas vitórias de seu compatriota Rolando Vera na Corrida de São Silvestre, no Brasil, também um natural de Cuenca, e ganhou todos os títulos juvenis sul-americanos desta modalidade ainda na adolescência. Em 1989, com apenas 14 anos, no mesmo ano em que perdeu o pai, foi campeão sul-americano juvenil da marcha de 10 km em Montevidéu, Uruguai. Em 1990, aos 16, chamou pela primeira vez a atenção da comunidade internacional com um terceiro lugar e um recorde mundial para a sua idade nos 10 km do Campeonato Mundial Júnior de Atletismo em Plovdiv, Bulgária. Em 1992, em Seul, tornou-se campeão mundial júnior da prova. Uma fratura na clavícula o afastou dos treinamentos por algum tempo mas retornou vencendo, já como adulto, os 20 km nos Jogos Pan-americanos de Mar del Plata, em 1995, a primeira vez que o Equador ganhou uma medalha de ouro em Jogos Pan-americanos.
Pérez conquistou a medalha de ouro em Atlanta 1996 aos 22 anos, tornando-se o mais jovem campeão olímpico desta modalidade. Homem muito religioso, ao voltar ao seu país cumpriu a promessa que tinha feito e andou 459 km entre Quito, a capital do país, e Cuenca, sua cidade, pela Rodovia Pan-americana, passando por altitudes entre 2 500 m e 4 800 metros. Operado da coluna cervical em 1999, ficou apenas em quarto lugar em Sydney 2000 e novamente quarto em Atenas 2004. Neste período, formou-se em administração de empresas e engenharia. Em Pequim 2008, conquistou uma medalha de prata na mesma distância, aos 34 anos, anunciando a seguir sua aposentadoria do esporte.
Tricampeão mundial em Paris 2003, Helsinque 2005 e Osaka 2007, estabeleceu uma nova marca mundial pra a distância quando de seu primeiro título mundial, em Paris – 1:17.21.
Herói nacional equatoriano, seus feitos levaram o governo do país a imprimir diversos selos com sua figura, além de Peréz dar nome a dezenas de vias, escolas, ginásios, centros esportivos e construções do país. Ele é considerado pelos especialistas o maior nome do atletismo sul-americano junto com os brasileiros Adhemar Ferreira da Silva e Joaquim Cruz.